# Нотари, Умберто
Умберто Нотари (итал. Umberto Notari; 1878, Болонья — 1950, Перледо) — итальянский писатель-сатирик, журналист и издатель.

## Биография
Уроженец Болоньи, Умберто (или, как его иногда называли в русских переводах, Гумберто) Нотари с юных лет проявил литературные способности, и 20-летним молодым человеком переехал в Милан, где опубликовал в местной прессе несколько статей с остроумной критикой властей. Эти статьи привлекли внимание «отца-основателя» футуризма Филиппо Томмазо Маринетти, который пригласил Умберто Нотари сотрудничать в свой журнал «Поэзия».
В 1905 году Умберто Нотари опубликовал роман «„Эти“ Женщины», в котором весьма реалистично и рельефно описывал проституток. В патриархальных кругах итальянского общества публикация романа вызвала скандал. Обвинённый в «непристойности», Нотари стал ответчиком на двух судебных процессах, из которых суд первой инстанции проходил в Парме, а апелляционный — в Милане. Однако, в конечном итоге, судебный процесс не только не навредил молодому писателю, но и способствовал популярности его романа, который хорошо продавался в Италии (было продано более полумиллиона экземпляров), а кроме того, был почти сразу же переведён в России, где до революции выдержал три издания.
В самой Италии роман «„Эти“ Женщины» стал основой для оперного либретто Филиппо Леонетти, которое положил на музыку композитор Станислао Джакомантонио.
За этим романом последовали следующие, посвящённые критике нравов духовенства, и сатире на современное писателю итальянское общество вообще.
Из этих романов особую популярность приобрёл роман «Три вора», который уже в 1909 году был издан в России в переводе Буткевича. Роман так понравился российской читающей публике, что деятель русского футуризма Никандр Туркин издал написанную по его мотивам комедию в 4 действиях «Дебри жизни». Затем, в 1924 году, уже после революции, в Советской России, по роману Нотари написали и издали ещё одну пьесу, «Три вора», также в 4 действиях, автором которой был Павел Аренский. А в 1926 году одним из ярчайших режиссёров того времени, Яковым Протазановым, по роману Нотари был снят фильм «Процесс о трёх миллионах» с молодым Игорем Ильинским в главной роли.
Интересно, однако, что этот фильм не был первым. Уже в 1916 году в Российской империи по этой же книге Нотари был снят фильм «Вор» (режиссёр Михаил Михайлович Бонч-Томашевский). В самой же Италии этот роман Нотари был экранизирован режиссёром Лионелло де Феличе только в 1954 году.
Популярны в Италии были и романы Нотари, посвящённые критике местных священников. Об одном из таких его произведений, романе «Чёрная свинья» («Il maiale nero») на первых страницах романа «Прощай, оружие!» благосклонно упоминает Хемингуэй:

— Вы «Чёрную свинью» читали? — спросил лейтенант. — Я вам достану. Эта книга пошатнула мою веру.
— Грязная и подлая, — ответил священник. — Она не могла вам понравиться.
— Очень ценная книга, — возразил лейтенант. — Она рассказывает о церковниках. Вам понравится, — обратился он ко мне.
Мы со священником обменялись улыбками, нас разделяла горящая свеча.
— Не читайте, — сказал он.
— Я вам её достану, — настаивал лейтенант.
— Все мыслящие люди атеисты, — заметил майор. — В масонов я тоже не верю.
— Я верю в масонов, — заявил лейтенант. — Достойная организация.
— Эрнест Хемингуэй, «Прощай, оружие!», глава вторая.
В 1911 году Нотари примкнул к масонам, и в 1915 году стал масонским мастером в ложе Риенци.
Разбогатев благодаря написанию коммерчески успешных и популярных у публики романов, Умберто Нотари сделался издателем. Ещё в 1903 году он основал сатирический еженедельник «Синий и зелёный», который, однако, выпускался только год. Затем он открыл уже целое издательство, Акционерное общество «Нотари», со штаб-квартирой в Милане. Нотари издавал журнал «Молодая Италия» (1910—1911), газету «L’Ambrosiano», и, наконец, журнал «Итальянская кухня» (1929 — наше время), новаторское для своего времени издание, в котором десятки гастрономических рецептов, в том числе, подходящих для здорового питания а также питания небогатых членов общества, чередовались с рассказами, стихами, а также личными любимыми рецептами знаменитостей — художников и писателей (формат, который сегодня завоевал огромную популярность).
Кроме того, Нотари основал компанию «Le Tre I», фактически одно из первых рекламных агентств в Италии, и привлёк для работы над заказными плакатами своих друзей, художников-футуристов, в том числе Марио Сирони и Фортунато Деперо.
Футурист и сатирик, популярный в том числе в СССР, Нотари в 1920-е годы всё более склонялся к идеям итальянского фашизма. Интересно, что это увлечение с ним разделяли и другие итальянские футуристы. Политические материалы в СМИ, выпускаемых Нотари, в то время носили вполне профашистский характер. В 1939 году Нотари даже подписал «Расовый манифест», ставший прелюдией для принятия дискриминационных расовых законов, и в том же году опубликовал эссе под названием «Панегирик Итальянской расе».
Пережив Вторую мировую войну, Нотари столкнулся с негативным отношением к своей персоне. Издававшиеся им СМИ оказались закрыты (однако издание «Итальянской кухни» в 1953 году возобновилось), а сам он скончался в своём доме в городке Перледо в 1950 году.

## Издания на русском языке[4]
- Маркетта : (Quelle signore) : Дневник проститутки : Пер. с итал. — Киев : тип. «Петр Барский», 1908. — 144 с.
- «Эти» женщины : Сцены соврем. жизни : (Дневник проститутки). Под ред. и с предисловием Г. Кирдецова. — Санкт-Петербург : Я. Чумаков и К°, 1908. — 255 с.
- «Эти» женщины : Сцены соврем. жизни : (Дневник проститутки); Под ред. Г. Кирдецова. — 2-е изд., испр. — Санкт-Петербург : тип. «Луч», 1910. — 221 с. (серия «Библиотека изящной литературы»).
- «Эти» женщины : Сцены соврем. жизни : (Дневник проститутки) : Пер. с 138 тыс. итал. изд.; Под ред. Г. Кирдецова. — 3-е изд. — Санкт-Петербург : тип. В. Я. Мильштейна, 1914. — 153 с.
- Три вора. Пер. с итал. и предисловие А. Буткевича. — Москва : тип. В. М. Саблина, 1909. — [6], 214 с.
- Три вора. Пер. с итал. А. Буткевича. — Москва ; Ленинград : Земля и фабрика, 1925. — 121 с.; 23 см. — (Библиотека иностранной литературы).
- Три вора. В составе сборника: Дом без ключа. Сборник : Перевод / Сост. Б. Герцензон, В. Косниченко; Худож. С. Маликова. — СПб. : Печ. Двор : АО «Петрокон», 1993. — 455,[2] с. : ил.; 21 см. — (Малый авантюрный роман).; ISBN 5-7062-0003-3

## Произведения «по мотивам»
- Туркин, Никандр Васильевич (1863—1919). Дебри жизни : Комедия в 4 д. : Сюжет взят из романа итал. писателя Нотари. [Три вора]. — Москва, 1912. — 56 с.; 23. — (Театральная библиотека книгоиздательства «Златоцвет»… под редакцией Никандра Туркина).
- Аренский, Павел Антонович. Три вора : Пьеса в 4 действ. по рассказу Нотари П. А. Аренского. — Москва : Изд-во Русск. театрального о-ва, 1924. — 56 с.; 17 см. — (Библиотека Русского театрального общества. Театральные тексты).

## Экранизации
- Российская империя: «Вор», 1916 год, режиссёр Михаил Михайлович Бонч-Томашевский.
- Италия: «Экспресс-поезд», 1917 год, режиссёр Марио Боннар.
- СССР: «Процесс о трёх миллионах», 1926 год, режиссёр Яков Протазанов.
- Италия: «Три вора», 1954 год, режиссёр Лионелло де Феличе.